# Velîki Mațevîci, Starokosteantîniv
Velîki Mațevîci (în ucraineană Великі Мацевичі) este localitatea de reședință a comunei Velîki Mațevîci din raionul Starokosteantîniv, regiunea Hmelnîțkîi, Ucraina.

## Demografie
Componența lingvistică a localității Velîki Mațevîci
     Ucraineană (99%)
     Alte limbi (1%)
Conform recensământului din 2001, majoritatea populației localității Velîki Mațevîci era vorbitoare de ucraineană (99%), existând în minoritate și vorbitori de alte limbi.